# Хадсонвил (Мичиген)
Хадсонвил (Мичиген) (енгл. Hudsonville) град је у америчкој савезној држави Мичиген. По попису становништва из 2010. у њему је живело 7.116 становника.

## Демографија
Према попису становништва из 2010. у граду је живело 7.116 становника, што је 44 (0,6%) становника мање него 2000. године.
| Група             | 2000.         | 2010.         |
| Белци             | 6.924 (96,7%) | 6.615 (93,0%) |
| Афроамериканци    | 34 (0,5%)     | 109 (1,5%)    |
| Азијати           | 29 (0,4%)     | 58 (0,8%)     |
| Хиспаноамериканци | 104 (1,5%)    | 229 (3,2%)    |
| Укупно            | 7.160         | 7.116         |